# Костадин Мишев
Констнтин (Костадин) Мишев е български революционер, струмишки войвода на Вътрешната македонска революционна организация.

## Биография
Костадин (Константин) Мишев е роден в струмишкото село Моноспитово, тогава в Османската империя, днес в Северна Македония, в протестантско семейство. След 1919 година се включва във възстановяването на революционната организация и става войвода на ВМРО в Струмишко. През юли 1924 година на Струмишкия окръжен конгрес е избран за член на Струмишкия окръжен революционен комитет. След убийството на генерал Александър Протогеров през 1928 година застава на страната на протогеровистите. Семейството му се премества да живее в София, а той продължава революционна дейност в Струмишко, което тогава се намира в Кралство Югославия, където се предполага да е бил подмамен и убит от местните власти. Остава жена вдовица и пет деца, сираци. Синът му Георги Мишев е емигрански деец.